# Dendrobium megalanthum
Dendrobium megalanthum är en orkidéart som beskrevs av Rudolf Schlechter. Dendrobium megalanthum ingår i släktet Dendrobium, och familjen orkidéer. Inga underarter finns listade i Catalogue of Life.